# Bundesstraße 53
Pour les articles homonymes, voir B53 et Route 53.
La Bundesstraße 53 (abrégé en B 53) est une Bundesstraße reliant Trèves à Alf.

## Localités traversées
- Trèves
- Ehrang (de)
- Schweich
- Trittenheim
- Bernkastel-Kues
- Traben-Trarbach
- Zell
- Alf